# Lang leve the life
Lang leve the life is een lied van de Nederlandse rapper Kraantje Pappie. Het werd in 2022 als single uitgebracht.

## Achtergrond
Lang leve the life is geschreven door Nik Roos, Martijn Van Sonderen, Memru Renjaan, Carlos Vrolijk en Alex van der Zouwen en geproduceerd door Nightwatch en Project Money. Het is een lied uit het genre nederhop. In het lied zingt en rapt de artiest over de korte tijd die je in je leven hebt en dat je daar van moet genieten. Het lied werd gebruikt voor de trailer van de film F*ck de Liefde 2, een film waar de artiest ook zelf in acteerde. Het is de eerste solosingle van de artiest in 2022; eerder bracht hij wel Hockeymeisjes (met Bizzey en Immo) en Missen zou (met Thomas Acda en Rolf Sanchez) uit. 

## Hitnoteringen
De artiest had bescheiden succes met het lied in de Nederlandse hitlijsten. Het stond één week in de Single Top 100 en stond in die week op de 78e plaats. Het bereikte de Top 40, maar het kwam tot de tiende plaats van de Tipparade.